# Argyrosomus heinii
Argyrosomus heinii es una especie de pez de la familia Sciaenidae en el orden de los Perciformes.

## Morfología
• Los machos pueden llegar alcanzar los 60 cm de longitud total.

## Hábitat
Es un pez  de clima tropical y bentopelágico.

## Distribución geográfica
Se encuentra en el Índico occidental: costa meridional de Arabia y el Golfo de Omán.

## Observaciones
Es inofensivo para los humanos.